# Affiche rouge
Pour les articles homonymes, voir Affiche rouge (homonymie).

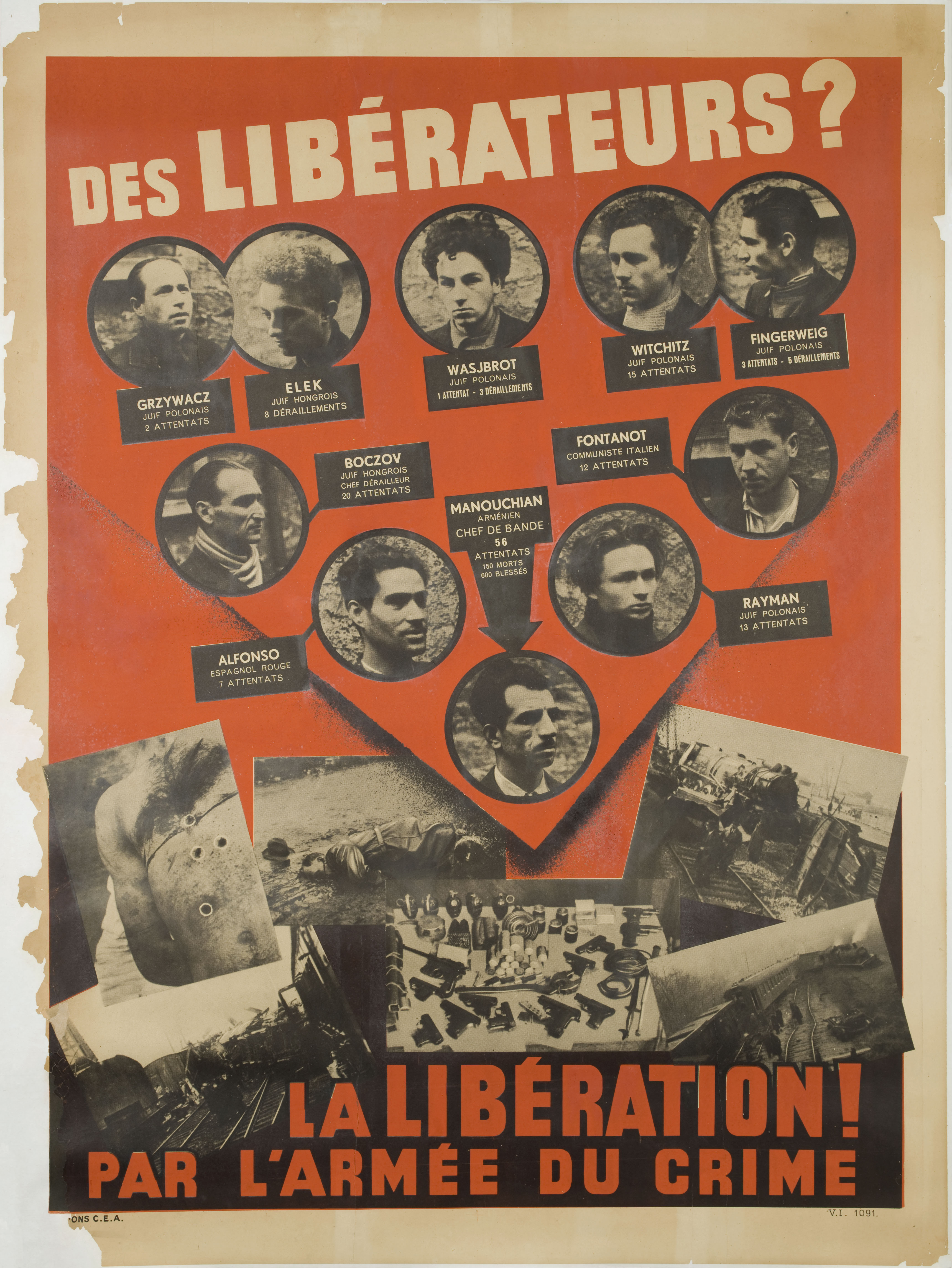
L'Affiche rouge. La couleur rouge est associée au communisme.

L’Affiche rouge est le nom donné à une affiche de propagande anticommuniste et antisémite allemande tirée à 15 000 exemplaires à partir de mi-février 1944 et placardée dans des villes et villages de France, lors d'une vaste campagne de propagande baptisée « L'armée du crime », présentant les Juifs comme globalement responsables d'une série d'attentats terroristes menés par des résistants communistes.
Cette campagne de propagande, lancée du 18 au 24 février 1944, sous l'occupation allemande de la Seconde Guerre mondiale, visait à soutenir la théorie du complot d'un « judéo-bolchévisme », en montrant une supposée responsabilité des Juifs dans la délinquance et le terrorisme, et de supposés liens avec le communisme, afin de valoriser la condamnation à mort le 17 février 1944 de 23 résistants communistes, en majorité juifs, fusillés par les Allemands quatre jours après et appelés Groupe Manouchian-Boczov-Rayman puis dix ans plus tard « Groupe Manouchian », du nom de son commissaire militaire Missak Manouchian.

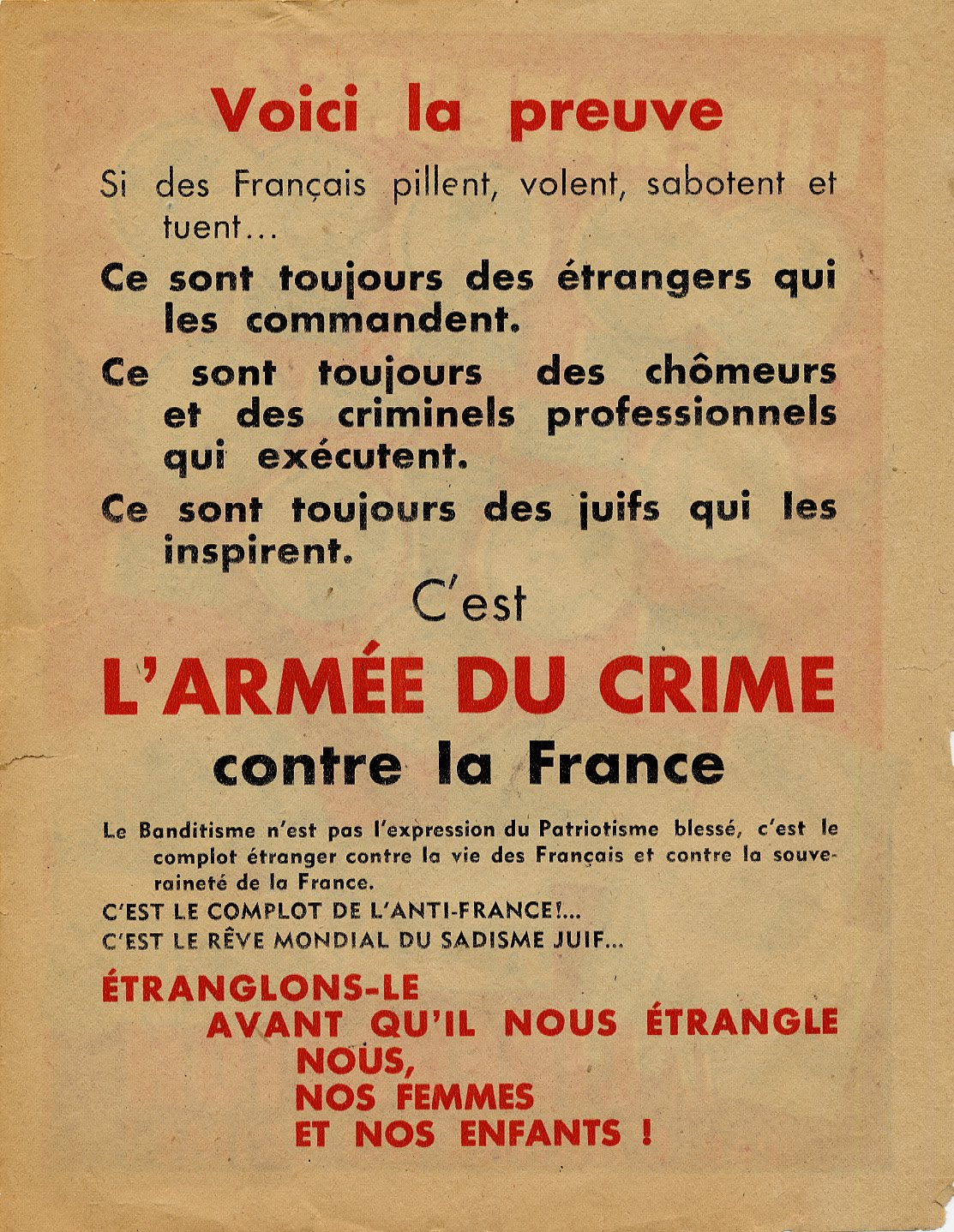
Tract de propagande reprenant au recto l'affiche et dénonçant au verso le « sadisme juif » et « le complot de lʼAnti-France », février 1944. coll. Musée de la Résistance nationale, Champigny.

Un film est diffusé la même semaine aux actualités cinématographiques, alors qu'on recense 330 cinémas pour la seule ville de Paris, la campagne de propagande comportant aussi des tracts, brochures et interventions à la radio et dans la presse écrite, notamment un reportage du journal d'actualités Signal,. Cependant, selon Adam Rayski, l'allégation selon laquelle les accusés auraient comparu dans une salle d'audience dans un grand hôtel parisien est un « énorme mensonge de la propagande allemande et vichyssoise ». Les historiens doutent que les journalistes « français » et « étrangers » prétendant y avoir assisté aient été là.
Les vingt-trois victimes appartenaient toutes aux FTP-MOI de la Résistance. Le tiers étaient des résistants polonais. Une dizaine, dont sept juifs, ont leur photo sur cette affiche qui a donné son nom à la première chanson de l'album de 1961 de Léo Ferré, mais ne sera appelée « affiche rouge » qu'à partir de cette chanson. Entre-temps, selon les historiens Annette Wieviorka et Stéphane Courtois, « le Parti communiste a effacé ses résistants juifs »,[pertinence contestée] au début des années 1950. La presse communiste et 10 000 manifestants avaient cependant, salué les « 23 héros du procès Manouchian-Boczov » le 21 février 1945, premier anniversaire de leur exécution sommaire. Le 80e voit en 2024 Missak Manouchian, accusé à tort de 56 attentats par l'affiche, entrer au Panthéon, avec son épouse Mélinée, où une plaque doit honorer les 22 autres du Groupe Manouchian-Boczov-Rayman, rebaptisé dans les années 1950 « groupe Manouchian », dénomination utilisée par les Allemands lors du procès en 1944.

## Affiche, film, articles, tract et brochure: une même campagne antisémite
L'affiche, placardée jusque dans des villes moyennes comme Chalon-sur-Saône, accompagne la large diffusion d'une brochure d'une quinzaine de pages et d'un tract aux dimensions 22 × 26 cm reproduisant :
- au recto, une réduction de l'affiche ;
- au verso, un paragraphe de commentaire fustigeant « l’Armée du crime contre la France »[9]. On lit au début de ce tract une dénonciation du « rêve mondial du complot juif », et que « si des Français sabotent, pillent et tuent (...) ce sont toujours des juifs qui les inspirent ». Selon les historiens, la motivation clairement antisémite de cette campagne de propagande sera volontairement gommée six ans après la guerre par le PCF auxquels étaient pourtant adhérents les dix victimes figurant sur l'affiche. Ainsi, « le mot « juif » n’apparaît pas une seule fois dans le poème d’Aragon » publié le 5 mars 1955[10]. La mort de Staline vient de mettre « fin au prétendu complot des blouses blanches, une accusation montée de toutes pièces contre des juifs »[10], mais « la question de l’antisémitisme soviétique est loin d’être close »[10].

Un film est la même semaine diffusé aux actualités cinématographiques, dans les salles de cinéma. Il contient les mêmes photos des mêmes hommes, prises dans la cour de la prison de Fresnes: Les Faits d'armes de la semaine, réalisé par la société Busdac, de Jean-Pierre Bertin-Maghit. Réalisé par un français, il est cependant classé dans la catégorie des « films documentaires allemands », et non à celle des « films commandités par le gouvernement de Vichy ». L'affiche comprend :
- en accroche, l'élément de langage de toute la campagne, tous supports: « La Libération par l'armée du crime ! » ;
- les photos, noms et crimes attribués, de manière fantaisiste selon les historiens, à dix Résistants, dont sept Juifs :
  - « Grzywacz – Juif polonais, 2 attentats » ;
  - « Elek – Juif hongrois, 8 déraillements » ;
  - « Wasjbrot (Wajsbrot) – Juif polonais, 1 attentat, 3 déraillements » ;
  - « Witchitz – Juif hongrois, 15 attentats » ;
  - « Fingerweig – Juif polonais, 3 attentats, 5 déraillements » ;
  - « Boczov – Juif hongrois, chef dérailleur, 20 attentats » ;
  - « Fontanot (Fontano) – Communiste italien, 12 attentats » ;
  - « Alfonso – Espagnol rouge, 7 attentats » ;
  - « Rajman – Juif polonais, 13 attentats » ;
  - « Manouchian – Arménien, chef de bande, 56 attentats, 150 morts, 600 blessés » ;
- six photos d'attentats ou de destructions, représentant des actions qui leur sont reprochées.

Conçue par les services de propagande français et allemands, conservée en trois exemplaires, au format 118 × 75 cm à la Bibliothèque nationale de France, cette affiche vise par sa mise en page à prouver la responsabilité des Juifs et à assimiler ces dix résistants à des terroristes : la couleur rouge et le triangle formé par les portraits apportent de l'agressivité ; les six photos en bas, pointées par le triangle, soulignent leurs aspects criminels.
Plus bas à gauche, sous le V de l'affiche, les photos de deux corps: un torse nu criblé de balles et un homme abattu, en gabardine, gisant près de son chapeau. Le premier est le commissaire Franck Martineau, assassiné le 15 juillet 1943, et le second le commissaire Georges Gautier, assassiné le 12 novembre 1943.

## Contexte historique: la MOI (Main d'œuvre immigrée) et son action
C'est dans le but de mettre en scène cette exécution collective de 23 Résistants, après une parodie de procès, que des moyens considérables sont dévolus en 1943 aux policiers de la BS2 (Brigade Spéciale, anticommuniste) pour opérer des filatures de grande envergure, des résistants communistes les plus actifs, ceux des FTP-MOI (Francs-Tireurs et Partisans de la Main d’Œuvre Immigrée).
Organisée en « groupes de langue », la Main-d'œuvre immigrée (MOI), fut créée lors du deuxième congrès de la CGT unitaire, en novembre 1923, pour que les ouvriers contraints à s'expatrier puissent partager, d'un pays à l'autre, de l'entraide et surtout des journaux dans leur langue maternelle. Le fondateur est Thomas Olszanski, embauché aux mines du Nord de la France, qui écrit dans l'un des deux journaux syndicaux en polonais de la région, Robotnik Polski (« L'Ouvrier Polonais »). Deux mois après, le PCF créé à son tour des « groupes de langue » permettant de briser l'isolement linguistique des ouvriers immigrés. Le plus nombreux est celui de langue polonaise, qui a dix fois plus de membres que le plus modeste, celui de langue arménienne. Le plus actif est celui des ouvriers juifs, qui créé les deux seuls journaux communistes en langue yiddish d'Europe, le Parizer Haynt en 1926, puis en 1934 le Naïe Press, aux 20000 lecteurs quotidiens.
Le Naïe Press, où écrit Adam Rayski, est codirigé par Léo Weiss et le polonais Louis Gronowski, qui a repris la tête de la MOI fin 1938, pour gérer la Retirada, afflux des réfugiés de la Guerre d'Espagne, en lien direct avec un de ses dirigeants Auguste Lecoeur, premier chef résistant du Nord-Pas-de-Calais minier, et ses résistants polonais de la mine, auteurs de l'attaque résistante de septembre 1940. Dissoute en 1939 comme les autres groupes communistes, la MOI est la première à se reconstituer clandestinement, dès l'été 1940, sans consigne du PCF qui restera contre toute action clandestine jusqu'au printemps 1941. Rapidement, la direction parisienne de la MOI est composée « de jeunes ouvriers mineurs du Nord-Pas-de-Calais, politiquement inexpérimentés » et contraints par sécurité à quitter leur région après leur grande grève patriotique de mai-juin 1941. Mais en août 1943, Boris Holban commissaire militaire des FTP-MOI de région parisienne, juge trop risquées militairement les directives de Moscou, qui le remplace par l'Arménien Missak Manouchian. Le mois suivant a lieu l'assassinat le 28 septembre 1943 du général SS Julius Ritter, patron du STO en France, perpétré par quatre des dix de « l'affiche rouge », menés par Marcel Rayman, première cible de la campagne de propagande antisémite de février 1943. L'assassinat de soldats allemands, de préférence officiers supérieurs, visait à les décourager de trop s'investir en France mais aussi à alerter l'opinion publique.

## Motifs de la campagne de propagande antisémite
La vaste campagne de propagande antisémite dont fait partie l'affiche vise à contrer les écrits du polonais Louis Gronowski, qui a formé avec deux autres Juifs, le polonais Jacques Kaminski et le tchèque Arthur London, le 1er triangle de direction nationale des FTP-MOI. Gronowski a rédigé en novembre 1941 une brochure diffusée clandestinement : « L’antisémitisme, le racisme, le problème juif », riposte à l’idéologie raciste et antisémite de l'occupant nazi.
Visant à contredire ce travail de Louis Gronowski, la brochure de février 1944 est la plus connue et diffusée d'une multitude de brochures de propagande nazie. Elle est titrée, « L’armée du crime », comme l'affiche qui l'accompagne et la résume.
Son texte mentionne en intertitre : « le crime est juif, et le crime est étranger. Et le crime est au service du judaïsme, de la haine juive »,,.
Selon l'historien Denis Peschanski, « les nazis voulaient faire passer les résistants pour des terroristes à la solde des étrangers, des juifs, des bolcheviques » et selon l'historienne Annette Wieviorka « l'antisémitisme est au coeur du choix de ceux présentés à la vindicte publique » sur l'affiche rouge qui accompagne la brochure où on lit un peu plus loin : « voyez le juif polonais Rayman, l'arme du crime au poing », le jeune ouvrier juif Marcel Rayman étant particulièrement visé par un texte stigmatisant « son regard pervers où passe en lueur tout le sadisme de sa race » et déclamant une longue "énumération de turpitudes sexuelles attribuées aux Juifs".

## Conception, production et diffusion de l'affiche
Prévue pour le procès des 23 membres du Groupe Manouchian-Boczov-Rayman, l'affiche joue les cartes traditionnelles de l'anti-bolchevisme et de l'antisémitisme propre à la propagande nazie, pour influencer l'opinion publique,. Elle aurait été placardée le lendemain de l'exécution des 23 Résistants, le 22 février,.
L'éditeur est le Centre d'études antibolchéviques (CEA), affilié au Comité d’action antibolchévique (CAA) organisme français créé dans le sillage de la LVF en juin-juillet 1941 « épaulé par les publicistes des mouvements ultra et ceux du ministère de l'Information de Vichy ».
Les Allemands, après un premier film de propagande « en avril 1942 à la Maison de la chimie » sur le procès des premiers résistants armés « se sont aperçus » d'un impact défavorable dans l’opinion et on préféré « déléguer » à « une officine collaborationniste et antisémite française », qui a imaginé l’Affiche rouge en reprenant « le cœur de l’idéologie nazie », la « dénonciation du judéo-bolchevisme » en se basant sur « les images d’actualité qui passent avant les films dans les salles de cinéma ».
La campagne de propagande antisémite est conçue « de conserve par l’occupant allemand et l’État français » avec « tous les médias » mobilisés : « presse écrite, radios, actualités cinématographiques, affichages publicitaires »,. Sur les dix noms, les cinq placés en première ligne comportent la mention « juif ». Le choix des dix personnes photographiées, effectué parmi les 23 condamnés à mort du « groupe Manouchian-Boczov-Rayman », au cours d'une séance de photos immortalisée dans le film L'Affiche rouge de Frank Cassenti, prix Jean-Vigo 1976, ne suit aucune logique chronologique ou judiciaire, seulement celui de la propagande antisémite. Selon l'historienne Annette Wieviorka, les circonstances exactes de choix des dix personnes ne sont pas connues, mais la démarche était clairement antisémite.
La campagne de propagande est prévue pour une durée d'une semaine, du 18 au 24 février 1944, période englobant le procès et l'exécution. L'affiche a été vue à Paris, à Nantes, mais aussi à Chalon-sur-Saône, selon plusieurs sources fiables et à Lyon.
Plusieurs sources parlent d'une diffusion dans toute la France:
- Philippe Ganier-Raymond écrit en 1975 que « les murs de France se couvraient de quinze mille affiches »[42];
- Claude Lévy mentionne en 1979, que l'affiche « apparaissait sur les murs des plus petits villages de France »[43];
- La plaquette de l'exposition Manouchian tenue à Ivry en 2004, affirme que celle-ci fut « largement placardée sur les murs des villes et des villages français »[44];
- Un tract de mars 1944 de l'Union des juifs pour la résistance et l'entraide parle d'un affichage « sur les murs de toutes les villes et villages de France »[45], mais qui, pris à la lettre, constituerait un tirage supérieur à 15 000 exemplaires.

## Réception et influence de l'affiche
Des rapports des Renseignements généraux ont fait état de nombreux articles de soutien à ces Résistants dans la presse clandestine, de passants qui manifestèrent souvent des réactions de sympathie vis-à-vis des hommes photographiés et stigmatisés sur l'affiche ou même de fleurs posées à leur pied et de bandeaux collés dessus mentionnant « Oui, l’armée de la résistance », « Morts pour la France », ou « Des martyrs », mais selon l'historienne Annette Wieviorka cela ne suffit pas à se faire une opinion sur la façon globale dont fut reçue l'affiche.
Les parutions clandestines mentionnent effectivement l'Affiche rouge dès le mois suivant : le no 14 des Lettres françaises et un tract publié par l'Union des Juifs pour la Résistance et l'Entraide (UJRE) de mars 1944.
Simone de Beauvoir a raconté son sentiment personnel : « malgré la grossièreté des clichés, tous ces visages qu'on proposait à notre haine étaient émouvants et même beaux ; je les regardai longtemps, sous les voûtes du métro, pensant avec tristesse que je les oublierai. ». Jean Anouilh a affirmé s'en être inspiré pour écrire son Antigone, créée au théâtre de l'Atelier le 4 février 1944, mais selon certaines sources l'essentiel de la pièce avait été écrit dès 1942, à la suite de l'« affaire Paul Collette ».
Dès septembre 1944, le nom de l'un d'eux, Rino Della Negra, est donné à un tournoi de football organisé par FSGT et le 25 février 1945, près de 10 000 personnes tiennent à leur rendre hommage au cimetière d'Ivry-sur-Seine, pour le premier anniversaire de leur exécution, derrière une grande banderole « Gloire aux 24 héros immigrés du procès Manouchian-Boczov, fusillés par les boches », 

## Les personnes en photo sur l'affiche

### Liste des 23 membres du groupe exécutés

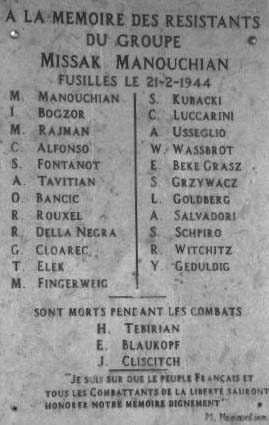
Mémorial de l'Affiche rouge à Valence.

La liste suivante des 23 résistants communistes du Groupe Manouchian-Boczov-Rayman exécutés par les Allemands signale par la mention (AR) les dix membres que les Allemands ont fait figurer sur l'affiche rouge. Les 22 hommes, dont douze Juifs, ont été fusillés le 21 février 1944 au Mont-Valérien. Olga Bancic, seule femme du groupe, fut guillotinée le 10 mai 1944 à Stuttgart, :
- Celestino Alfonso (AR), Espagnol, 27 ans ;
- Olga Bancic, Roumaine, 32 ans (seule femme du groupe, guillotinée en Allemagne le 10 mai 1944) ;
- Joseph Boczov [József Boczor ; Wolff Ferenc] (AR), Hongrois, 38 ans - Ingénieur chimiste ;
- Georges Cloarec, Français, 20 ans ;
- Rino Della Negra, Français, 19 ans - Footballeur du Red Star Olympique ;
- Thomas Elek [Elek Tamás] (AR), Hongrois, 18 ans - Étudiant ;
- Maurice Fingercwajg (AR), Polonais, 19 ans ;
- Spartaco Fontanot (AR), Italien, 22 ans ;
- Jonas Geduldig, Polonais, 26 ans ;
- Emeric Glasz [Békés (Glass) Imre], Hongrois, 42 ans - Ouvrier métallurgiste ;
- Léon Goldberg, Polonais, 19 ans ;
- Szlama Grzywacz (AR), Polonais, 34 ans ;
- Stanislas Kubacki, Polonais, 36 ans ;
- Cesare Luccarini, Italien, 22 ans ;
- Missak Manouchian (AR), Arménien, 37 ans ;
- Armenak Arpen Manoukian, Arménien, 44 ans ;
- Marcel Rajman (AR), Polonais, 21 ans ;
- Roger Rouxel, Français, 18 ans ;
- Antoine Salvadori, Italien, 24 ans ;
- Willy Schapiro, Polonais, 29 ans ;
- Amedeo Usseglio, Italien, 32 ans ;
- Wolf Wajsbrot (AR), Polonais, 18 ans ;
- Robert Witchitz (AR), Français, 19 ans.

### Les policiers mis en avant comme victimes sur l'affiche
Selon une enquête publiée en 2014 par Michel Martineau, fils du commissaire Franck Martineau, sur son assassinat et celui du commissaire Georges Gautier, stigmatisés sur l'affiche, ils ont été victimes de groupes FTP distincts des groupes FTP-MOI concernés par l'affiche, qui les présente pourtant comme des victimes des hommes dénigrés par l'affiche.
Franck Martineau, commissaire de police à Gonesse, fut assassiné le 15 juillet 1943 de plusieurs balles dans le dos, alors qu'il allait à vélo du commissariat à son domicile pour la pause repas, par trois tireurs du détachement FTP Victor Hugo, eux-mêmes à vélo. Les historiens ne savent pas à quel niveau cet attentat fut décidé. Selon son fils, il aurait admonesté, à la demande de sa mère, un jeune de 18 ans, qui a ensuite effectué une dénonciation calomnieuse.
Le commissaire Gautier a été assassiné le 12 novembre 1943 alors qu'il allait à moto de son domicile au commissariat de Juvisy, par un groupe de FTP ayant reçu des directives du responsable FTP de la région parisienne Joseph Epstein, à la suite d'une autre dénonciation calomnieuse l'accusant d'avoir fait exécuter 40 résistants. En réalité, il appartenait à un réseau du BCRA depuis 1941 et rendait des services sous forme d'établissement de faux papiers, planques et recherches de renseignements.

## Contestation de l'entrée sélective au Panthéon
Emmanuel Macron annonce le 18 juin 2023 que Missak Manouchian et son épouse seront les seuls à entrer au Panthéon 80 ans après son assassinat,. La décision est critiquée, avec une lettre ouverte dans Le Monde le 24 novembre 2023,, par un collectif d'intellectuels et descendants de victimes de l'affiche rouge, qui estiment que « Missak et Mélinée Manouchian, eux-mêmes ne l’auraient sans doute ni compris ni souhaité », car « isoler un seul nom, c’est rompre la fraternité de leur collectif militant. Distinguer une seule communauté, c’est blesser l’internationalisme qui les animait ». Selon ces personnalités, il est maladroit d'exclure à nouveau de la mémoire une partie des victimes de la propagande de Vichy de février 1944, car ce « sont les vingt-trois, tous ensemble, qui font l’épaisseur de cette histoire », et chacun d'eux doit donc entrer au Panthéon au cours de la même cérémonie. Parmi les signataires, des membres de la famille proche de 4 des 10 victimes de l'affiche rouge qui n'ont pas été contactés avant la décision d'Emmanuel Macron, déplore l'historienne Annette Wieviorka, connue pour ses recherches sur le sujet sur les FTP-MOI, dans un livre spécialement publié à cette occasion : Anatomie de l'Affiche rouge. Parmi les signataires, d'autres historiens, comme Serge Klarsfeld et Patrick Boucheron, le cinéaste Costa-Gavras, les écrivains Delphine Horvilleur et Patrick Modiano, ou encore le philosophe Edgar Morin.
Par ailleurs, la présidence de la République a fait savoir qu'une plaque doit honorer les 22 autres combattants du Groupe Manouchian-Boczov-Rayman, victimes du même procès et de la même exécution sommaire collective, rebaptisé dans les années 1950 « groupe Manouchian ».

## Mémoire et postérité

### Années 1940

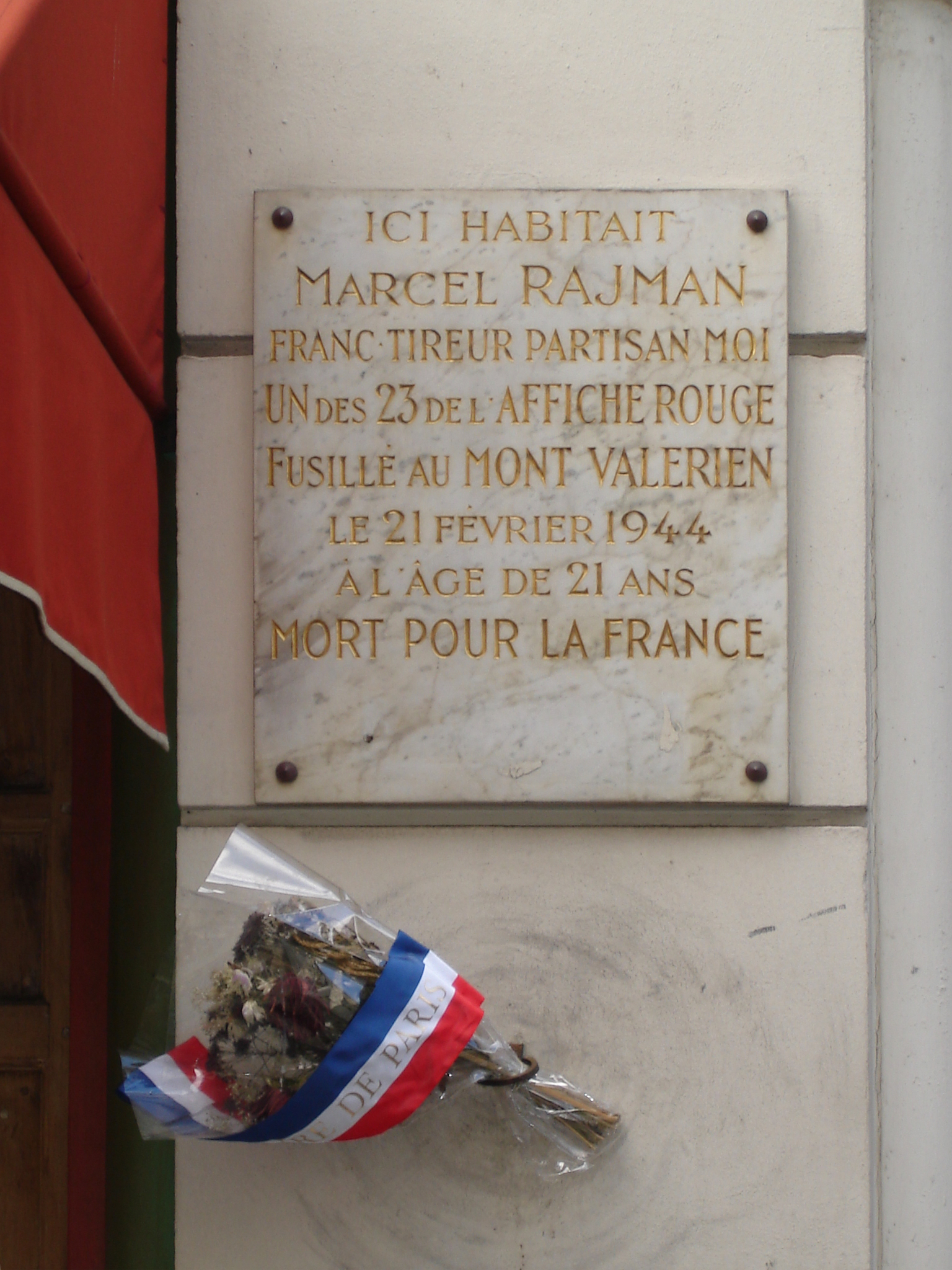
Plaque en mémoire de Marcel Rajman au no 1 de la rue des Immeubles-Industriels, Paris 11e.

Dans les années qui ont suivi la Libération, plusieurs hommages sont publiées à la gloire de ces 23 résistants.
- Dans le monde de la natation, Marcel Rajman est célébré comme champion de la Seine sous les couleurs du YASK, « Club sportif ouvrier juif », affilié à la CGT[60], [61] et dès septembre 1944, le nom de Rino Della Negra est donné à un tournoi de football organisé par FSGT (autre groupe sportif proche de la CGT)[49].
- Par décision du 30 octobre 1944, la Municipalité provisoire de Pont-à-Vendin honorait la mémoire de César Luccarini en donnant son nom à la rue de la gare desservant le quartier qu'il avait habité. En décembre, à l'occasion du rapatriement de son corps et de son enterrement, le faire-part mortuaire rédigé au nom de la famille et des jeunesses communistes invitera la population à assister à ses funérailles organisées conjointement avec celles au village voisin d'Annay de son camarade Joseph Mattéi responsable local de la résistance victime lui aussi des Nazi
- Le 25 février 1945, « toute la presse communiste, locale ou nationale » couvre le premier anniversaire de l'exécution des 23, qui réunit 10 000 personnes au cimetière d'Ivry-sur-Seine, d'où sont originaires quatre d'entre eux[62]. Les photos de l'Agence Roger Viollet montrent une grande banderole « Gloire aux 24 héros immigrés du procès Manouchian-Boczov, fusillés par les boches », [50]. Dans L'Humanité du jour, Boris Holban salue le « suprême hommage rendu par le peuple de Paris aux 23 héros du procès Manouchian-Boczov »[63].
- en 1946 est publié un recueil de lettres de fusillés incluant celles des 23. Celle de Manouchian est amputée d'une phrase déplorant une trahison.
- un décret du 31 mars 1947 attribue la Médaille de la résistance à une dizaine d'entre eux[64],[65].

### Années 1950
- En 1951, le poème Légion est écrit en l'honneur des 23 par le communiste Paul Eluard[66];
- en février 1951, le livre de 200 pages Pages de gloire des 23 leur est entièrement consacré. Mais la répression antisémite qui débouchera sur le complot des blouses blanches s'étend en Russie et en Europe de l'Est[30] et trois mois après ce livre, en août 1951, Staline fait rééditer le recueil de lettres de fusillés de 1946, cette fois expurgé de toutes les lettres de membres du Groupe Manouchian-Boczov-Rayman, publié aux Éditions de Moscou et préfacé par Louis Aragon, chef de file des intellectuels au PCF et théoricien de L'Art de parti en France.

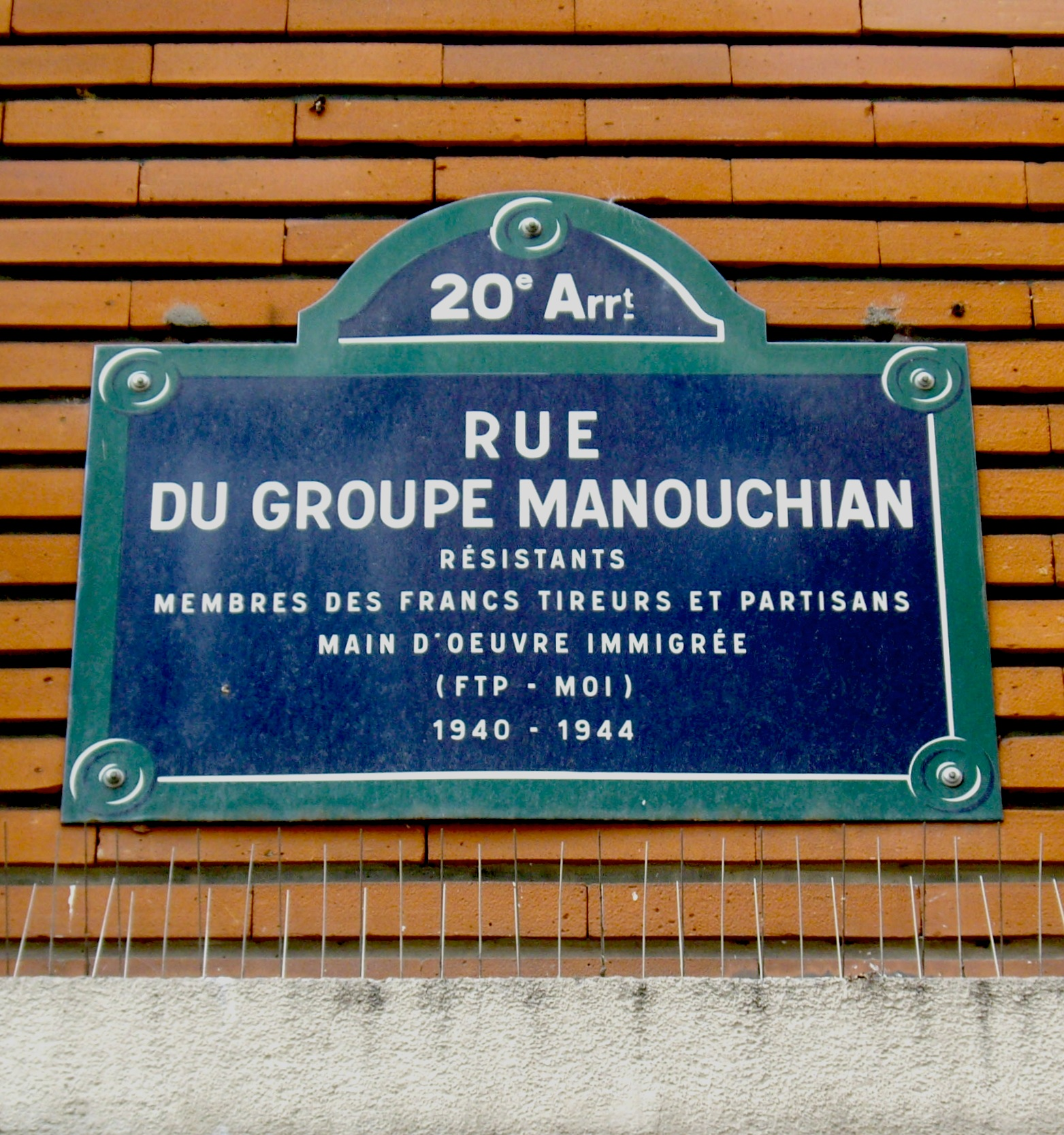
Plaque de la rue du Groupe-Manouchian, Paris 20e.

- En avril 1951, Louis Aragon publie le dernier tome de Les Communistes, grande fresque historique s'inspirant de celles d'Émile Zola (Les Rougon-Macquart) et Victor Hugo (La Légende des siècles), dont l'intrigue va de février 1939 à 1945 mais qui est finalement stoppée en juin 1940[67]. Dans une intervention au Comité central du PCF, il fait état des griefs sur l’abandon de partie principale, la Résistance intérieure française[68],[69] alors que la presse avait relaté ses repérages pour magnifier tout particulièrement la grande grève des mineurs de mai 1941.
- De mars 1951 à l'été 1952, les principaux chefs de la résistance communiste pendant la guerre subissent brimades et évictions, en particulier René Camphin, Auguste Lecoeur et Charles Tillon, visé dès le 5 mars 1951 par un article dans L'Humanité, l'année où 11 des 14 accusés de ce qui devient en 1952 le Procès de Prague sont juifs, parmi lesquels Arthur London, ex-chef de la MOI[10].
- En mars 1951, une proposition de donner le nom de ces résistants à une rue est examinée au conseil municipal de Paris, quelques jours après la publication de Pages de gloire des 23 n'aboutit pas. Une autre proposition (dépourvue des mentions de Boczov et de Rajman) sera finalement acceptée en octobre 1954 sous la pression du PCF sous l'influence de l'URSS antisémite[10]. L'année d'après la mort de Staline, Claude Lévy ayant rallié l'élu communiste du XXème Albert Ouzoulias mais aussi le ministre gaulliste de la Santé Bernard Lafay, dans un comité transpartisan et le 5 mars 1955 est enfin inaugurée dans le 20e arrondissement de Paris la rue du Groupe-Manouchian, située juste en face de chez Alter Mojsze Goldman, père de Pierre et Jean-Jacques Goldman, chez qui « la foule de camarades » présents à la cérémonie « vient se réunir » ensuite[70], alors qu'une « violente discussion »[70] avait opposé un an plus tôt Alter Mojsze Goldman à un autre militant PCF de sa famille à la mort de Staline à cause du complot des blouses blanches[70]. Le PCF commande un poème à Louis Aragon, publié dans L'Humanité sous un titre (Groupe Manouchian) que ce dernier changera l'année suivante, en publiant un recueil qui fait écho à sa décision d'arrêter au printemps 1951 sa grande fresque historique Les Communistes.
- En 1953, les noms des 23 combattants FTP-MOI doivent être tous francisés, dans un recueil de dix nouvelles reprenant des épisodes authentiques de la Résistance[71]. Les auteurs sont deux ex-combattants FTP-MOI, Claude Lévy, qui a déjà porté, sans succès, la proposition d'une rue à Paris, et son frère aîné Raymond Lévy, père du futur auteur à succès Marc Lévy. Le premier s'était déjà mobilisé en 1951 pour une rue du Groupe Manouchian-Boczov-Rayman, dont la première de leurs dix nouvelles raconte l'histoire. Communistes, les deux frères ont rejeté des offres d'éditeurs pour s'adresser à Louis Aragon, directeur des Éditeurs français réunis qui leur répond: « on ne peut pas laisser croire que la Résistance française a été faite comme ça, par autant d'étrangers. Il faut franciser un peu »[72].

Aragon accepte finalement de publier en 1953 ce recueil de nouvelles mais « à condition qu'ils changent pour des noms français les noms des étrangers qui y étaient mêlés », et ainsi « ils ont eu une obligation de franciser tous les noms ». L'ouvrage obtient le Prix Fénéon 1953.

### Années 1960
- Le 24 novembre 1966, Le Monde écrit qu'Armand Gatti « travaille au scénario de L'Affiche rouge, qui sera tourné au printemps », mais aussi qu'il a l'intention d'écrire une pièce sur la guerre du Viêt Nam, propulsée sur la scène mondiale par des évènements d'actualité immédiate[75]. Deux ans plus tôt, il évoque deux manifestations où ce groupe de résistants a été commémoré à Paris, l'une salle du Conservatoire, sous la présidence de Louis Martin-Chauffier et l'autre au carré des fusillés du cimetière d'Ivry[76], mais il se trompe en affirmant que leur attaque du 28 juillet 1943 avenue Paul-Doumer a coûté la vie au général von Schaumburg, commandant du Gross Paris[76], ce qui est démenti dans le même journal l'année suivante, le 27 février 1965, par un long article de Pierre Bourget, disant à nouveau qu'Armand Gatti prépare un film, en ajoutant que Charles Aznavour interprétera le rôle principal, celui de Missak Manouchian[77].

### Années 1970
- En 1970, Claude Lévy publie Les Parias de la Résistance, déplorant le traitement mémoriel infligé aux combattants FTP-MOI dans les années 1950 et les suivantes. Le livre reproche à l'ouvrage Le Parti communiste français dans la Résistance publié trois ans avant[78], qui se voulait un retour lucide du PCF sur son passé[79], d'avoir passé sous silence que l'attaque contre le général Itter fut réalisée par des FTP-MOI menés par Marcel Rajman[80].
- En 1975, le livre à succès de Pierre Goldman[70], exalte la mémoire de son père, ouvrier juif ayant combattu dans les FTP-MOI à Lyon, et attire l'attention sur Joseph Boczov et Marcel Rajman, Résistants de l'affiche rouge qui ont disparu de la littérature du PCF.
- En 1977, Roger Pannequin, patron de la MOI au PCF avant qu'elle ne soit marginalisée en 1953, cite dans ses mémoires des résistants juifs selon lesquels nombre d'exploits revendiqués par des FTP parisiens ont en réalité été accomplis par ces deux Juifs que L'Humanité a effacé de la mémoire en titrant « Groupe Manouchian » le poème de Louis Aragon de 1955 : Joseph Boczov, chef du prestigieux du détachement qui réalisait les déraillements de trains militaires allemands, et Marcel Rajman, organisateur de l'attentat contre le général Ritter[81], chef du STO.

### Années 1980
- En 1983, Des terroristes à la retraite, documentaire de Mosco Boucault reconstitue le parcours de cinq FTP-MOI décédés, par le témoignage de leurs camarades et une contextualisation confiée à des historiens mais il ne sort qu'en 1985 après avoir été interdit de visa pendant deux ans[82] à la suite de pressions du PCF[82], alors dirigé par Georges Marchais. Le film est diffusé à la télévision publique dès sa sortie en 1985, la presse ayant dénoncé une « affaire Manouchian », contribuant à effacer un peu plus les noms des autres combattants de l'affiche rouge, notamment les sept Juifs sur dix. La thèse défendue par Mosco Boucault en mode suggestif, une trahison de la direction du PCF en 1943, sera écartée par le consensus des historiens peu après.

### Années 1990
- Le 22 octobre 1997 Robert Badinter fait voter une proposition de loi pour un monument à la mémoire des 1 008 fusillés au fort du Mont-Valérien entre 1941 et 1944. La stèle est réalisée par le sculpteur et plasticien Pascal Convert.
- Pendant des années, Ivan Levaï fit passer lors de sa revue de presse sur France Inter, chaque 21 février, la chanson de Léo Ferré L'Affiche rouge[83].

### Années 2000
- Le 18 juin 2023, Emmanuel Macron annonce que Missak Manouchian et son épouse Mélinée entreront au Panthéon 80 ans après son assassinat[56].
- En septembre 2023, un groupe d'historiens et les descendants de quatre des dix résistants présents sur l'affiche déplorent dans Le Monde la décision de faire entrer un seul d'entre eux au Panthéon.
- Les 11 et 17 février 2024, dans L'Express puis Le Point, l'historien Stéphane Courtois raconte « comment le Parti communiste a effacé ses résistants juifs »[6],[7].

## Dans la culture populaire
- La chanson L'Affiche rouge coïncide avec l'essor de la notoriété de Léo Ferré en 1961. Dix ans plus tôt, Claude Lévy avait proposé de donner à une rue le nom du Groupe Manouchian-Boczov-Rayman, sans aboutir. Le 28 octobre 1954, il obtient un vote favorable, à condition de la nommer « rue du Groupe-Manouchian ». Deux mois après, Mélinée Manouchian, installée en Arménie soviétique, envoie à Louis Aragon la dernière lettre de son mari pour lui demander de préfacer un recueil de ses poèmes. Et ce n'est finalement « qu'en 1955 », quand Claude Lévy créé un comité réunissant « des hommes de tous les partis de Bernard Lafay à Aragon », que ce dernier lui propose un poème, dont le PCF lui a passé commande officiellement. Il est titré « Groupe Manouchian » par L'Humanité du 5 mars 1955 mais Aragon le rebaptise Strophes pour se souvenir l'année suivante, dans son propre recueil, Le Roman inachevé, marqué par l'amertune de l'abandon en 1951 de sa grande fresque historique Les Communistes, avant la partie principale, la Résistance intérieure française[Note 2]. Le poème de 1955 est mis en musique par Ferré en 1959[84], pour Monique Morelli. Ferré la chante dans l'album de janvier 1961, suivi par Jacques Bertin, Catherine Sauvage, Marc Ogeret, Leni Escudero, Mama Béa, Didier Barbelivien, Bernard Lavilliers, Feu! Chatterton, Francis Lalanne et bien d'autres, y compris en corse[85].
- L'Armée du crime, film de Robert Guédiguian, proche du Parti communiste, reprend le titre de la campagne de propagande nazie de février 1944 et « diffuse auprès du public une vision contraire à la vérité », dénoncent dès sa sortie en 2009 les historiens Sylvain Boulouque et Stéphane Courtois[86] car il présente Marcel Rayman, comme « sujet à de soudaines pulsions », qui « aurait pris l'habitude d'abattre les militaires allemands comme des mouches »[86] alors que les archives policières montrent seulement une vingtaine d'Allemands tués en 2 ans pour tout le groupe, « dont très peu » par « attentats individuels »[86]. Le film les montre agir « quasiment comme en temps de paix », s'assemblant « en nombre dans un bistrot » et « connaissant le nom de leurs chefs et planques respectives », aux antipodes d'une vie clandestine de danger permanent[86], d'une durée en général inférieure à « trois mois » entre « l'entrée dans l'action et l'arrestation »[86] puis la torture à mort. « Ces héros n'ont pas besoin de légende (...) ils ont surtout besoin de vérité », l'interpelle une cousine germaine de Marcel Rayman, dans une lettre publiée par Le Monde[87], qui reproche à Robert Guédiguian d'avoir ignoré des témoins encore vivants, appartenant à la famille, mais surtout ses nombreuses inventions, comme celle d'une liaison avec Lucienne Goldfarb[87], délatrice à l'origine des premières filatures selon les archives et les historiens[26],[88], fondatrice après la guerre d'une maison de passe fréquentée par Roland Dumas[88] et déjà signalée en 1999 par Simon Rayman, parent de Marcel Rayman[88].

### Enquêtes
- L'Affiche rouge, livre de l'écrivain Philippe Ganier-Raymond en 1976.

### Sources, témoignages et ouvrages universitaires
- Mélinée Manouchian, Manouchian, Paris, Les Éditeurs français réunis, 1974
- Monique-Lise Cohen, Jean-Louis Dufour (dir.), Les Juifs dans la Résistance, Éditions Tirésisas, 2001
- Stéphane Courtois, Denis Peschanski et Adam Rayski, Le Sang de l'étranger : les immigrés de la MOI dans la Résistance, Paris, Fayard, 1989, 470 p. (ISBN 2-213-01889-8, présentation en ligne). Nouvelle édition corrigée : Stéphane Courtois, Denis Peschanski et Adam Rayski, Le Sang de l'étranger : les immigrés de la MOI dans la Résistance, Paris, Fayard, 1994, 470 p. (ISBN 978-2-21301-889-8).
- Simon Cukier, Dominique Decèze, David Diamant, Michel Grojnowski Juifs révolutionnaires, éditions Messidor, Paris, 1987  (ISBN 2-209-05817-1)
- Jean-Emmanuel Ducoin (dir.), Groupe Manouchian – Fusillés le 21 février 1944 – Des héros, à la vie, à la mort, SIEP, Hors-série de l’Humanité, février 2007, Paris, 50 p. (avec le DVD La Traque de l’Affiche rouge et la reproduction de l’Affiche en poster : Groupe Manouchian – Fusillés le 21 février 1944 – Des héros, à la vie, à la mort, présentation sur le site de L’Humanité)
- Guy Krivopissko (dir.), La Vie à en mourir – Lettres de fusillés, 1941-1944, éditions Taillandier, Paris, 2003  (ISBN 2-84734-079-3)
- Philippe Ganier-Raymond, L’Affiche rouge, Fayard, Paris, 1975
- Gaston Laroche, On les nommait des étrangers, Les éditeurs français réunis, Paris, 1965
- Denis Peschanski, Des étrangers dans la résistance, l’Atelier, Paris, 2002
- Jacques Ravine, La Résistance organisée des Juifs en France (1940-1944), Julliard, Paris, 1973
- Adam Rayski, L’Affiche rouge, Mairie de Paris, 2003, 80 p. (Version originale : Immigranten und Judeninder französischen Résistance, Verlag Schwarze Risse, Berlin, 1994). [PDF] [lire en ligne]
- Benoît Rayski, L’Affiche rouge, 21 février 1944 – Ils n’étaient que des enfants..., Le Félin, Paris, 2004, 121 p.  (ISBN 2-86645-538-X)
- Arsène Tchakarian, Les Francs-tireurs de l’Affiche rouge, éditions Messidor, Paris, 1986  (ISBN 2-209-05794-9)
- Arsène Tchakarian, Les Fusillés du Mont-Valérien, Nanterre, Comité national du souvenir des fusillés du Mont Valérien, 1991.
- Arsène Tchakarian et Hélène Kosséian-Bairamian, Les Commandos de l'Affiche Rouge : la vérité historique sur la première section de l'Armée secrète, Paris, Éditions du Rocher, 2012, 320 p.  (ISBN 978-2-268-07406-1), (BNF 42667244).
- Boris Holban, Testament – Après quarante-cinq ans de silence, le chef militaire des FTP-MOI de Paris parle, Calmann-Lévy, 1989  (ISBN 978-2-7021-1778-1)
- Michel Martineau, Les inconnus de l'Affiche rouge, préface de Jean-Marc Berlière, Libre label,  (ISBN 978-2-3612-8184-7), 2014
- Dimitri Manessis et Jean Vigreux, Rino Della Negra, footballeur et partisan, Éditions Libertalia, 2022
- Dimitri Manessis et Jean Vigreux, Avec tous tes frères étrangers. De la MOE aux FTP-MOI, Éditions Libertalia, 2024
- FFI - FTPF, Pages de gloire des vingt-trois, livre illustré publié en février 1951 par le CFDI et l'Association des anciens FTP, avec une préface de Justin Godart et un postface de Charles Tillon.
- Annette Wieviorka, Anatomie de l'Affiche rouge, Seuil, 2024.

### Roman
- Alain Blottière, Le tombeau de Tommy, Gallimard, 2009 (sur Thomas Elek)
- Didier Daeninckx, Missak, Éditions Perrin, 2009
- Patrick Fort, Après Nous - Celestino Alfonso - Groupe Manouchian, Arcane 17, 2016
- Louis Aragon, Strophes pour se souvenir, 1955 (chanson de Léo Ferré, 1959)

## Filmographie

### Documentaires
- Pascal Convert, Mont-Valérien, au nom des fusillés, One Line Productions, 52 minutes, 2002

Point de vue de l’auteur lors du soixantième anniversaire de l’exécution du groupe Manouchian dans le quotidien L'Humanité : « Les Nouvelles Censures », édition du 21 février 2004
- Stéphane Courtois, Mosco Boucault, Des terroristes à la retraite, 84 minutes, 1985[89]
- Denis Peschanski, Jorge Amat, La Traque de l’Affiche rouge, 72 minutes, Compagnie des Phares et Balises en collaboration avec la fondation Gabriel-Péri et L’Humanité, 2006
- Mosco Boucault, Ni travail, ni famille, ni patrie - Journal d’une brigade FTP-MOÏ, 92 minutes, 1993

### Fiction
- Frank Cassenti, L'Affiche rouge, 90 minutes, 1976. Prix Jean-Vigo en 1976
- Robert Guédiguian, L'Armée du crime, 139 minutes, 2009